# Markleeville
Markleeville je správní město okresu Alpine County v Kalifornii. K roku 2010 zde žilo 210 obyvatel, přičemž 91 % byli běloši.